# Bränningsabborrar
Bränningsabborrar (Embiotocidae) är en familj i ordningen abborrartade fiskar med 13 släkten och cirka 20 arter. De flesta arterna lever i nordöstra Stilla havet från Kalifornien till Alaska. Två släkten förekommer nära Japan och Koreahalvön. Med undantag av två arter vistas alla i bränningen vid strandlinjen. Zalembius rosaceus når djup till 300 meter under vattenytan. Hysterocarpus traskii har anpassat sig till kaliforniska floder med sötvatten.

## Kännetecken
Dessa fiskar har en oval grundform med jämförelsevis hög rygg. Kroppslängden ligger mellan 13 och 47 cm men de flesta blir inte längre än 25 cm. Det fullständiga sidolinjeorganet sträcker sig i en hög båge över bröstfenan. Färgen är inte enhetlig men ofta finns en silver skugga. Ofta ändrar sig kroppsfärgen under parningstiden eller unga fiskar har en annan kroppsfärg än vuxna fiskar.

## Fortplantning
Bränningsabborrar är vivipara. Honan föder 3–10, jämförelsevis stora, ungar åt gången.

## Systematik
För närvarande skiljs mellan 22 arter fördelade på 13 släkten:
- Amphistichus
  - Amphistichus argenteus (Gibbons, 1854).
  - Amphistichus koelzi (Hubbs, 1933).
  - Amphistichus rhodoterus (Agassiz, 1854).
- Brachyistius
  - Brachyistius aletes (Tarp, 1952).
  - Brachyistius frenatus Gill, 1862.
- Cymatogaster
  - Cymatogaster aggregata Gibbons, 1854.
- Ditrema
  - Ditrema temminckii Bleeker, 1853.
  - Ditrema viride Oshima, 1955.
- Embiotoca
  - Embiotoca jacksoni Agassiz, 1853.
  - Embiotoca lateralis Agassiz, 1854.
- Hyperprosopon
  - Hyperprosopon anale Agassiz, 1861.
  - Hyperprosopon argenteum Gibbons, 1854.
  - Hyperprosopon ellipticum (Gibbons, 1854).
- Hypsurus
  - Hypsurus caryi (Agassiz, 1853).
- Hysterocarpus
  - Hysterocarpus traskii Gibbons, 1854.
- Micrometrus
  - Micrometrus aurora (Jordan & Gilbert, 1880).
  - Micrometrus minimus (Gibbons, 1854).
- Neoditrema
  - Neoditrema ransonnetii Steindachner, 1883.
- Phanerodon
  - Phanerodon atripes (Jordan & Gilbert, 1880).
  - Phanerodon furcatus Girard, 1854.
- Rhacochilus
  - Rhacochilus toxotes Agassiz, 1854.
  - Rhacochilus vacca (Girard, 1855).
- Zalembius
  - Zalembius rosaceus (Jordan & Gilbert, 1880).

### Webbkällor
- Embiotocidae på Fishbase